# José Cardiel
José Cardiel (Laguardia, 1704 - Faenza, 1782) va ser un missioner jesuïta d'importància com a naturalista i geògraf (i particularment, com a cartògraf), a qui es deuen relacions de flora, fauna i etnografia del Riu de la Plata, i mapes precisos de diverses zones del Paraguai.

## Biografia
Es va educar amb els jesuïtes, primer a Vitòria i després, després d'ingressar ell mateix a l'ordre, a Medina del Campo.
Va ser destinat a Amèrica, començant per Buenos Aires com a missioner el 1729, i des de la seva arribada va mostrar gran inquietud com a fundador de poblats indígenes, amb el règim de la reducció americana. L'origen de la paraula «reduccions» ho expressa molt bé el propi Cardiel en el títol d'una de les seves obres: «Mètodes per reduir a vida racional i cristiana als indis infidels que viuen vagabunds sense pobles ni sementeres». «Reduir-los» era concentrar els nòmades en poblats, als quals se'ls anomenava «reduccions», per controlar-los i catequizarlos.
Va recórrer la Patagònia, amb vaixell i per terra, i va explorar també el riu Paraguai.
Cap a 1762 va partir a rio Grande do Sul (Brasil) com a capellà de les tropes espanyoles encarregades d'envair la zona.
En 1767, a causa de l'expulsió dels jesuïtes, va haver d'exiliar a Bolonya. Va morir el 6 de desembre de 1782 a la ciutat de Faenza.

## Obres
«Las misiones del Paraguay» (en castellà). Kuprienko.